# Francesco Ingargiola (escrime)
Pour les articles homonymes, voir Francesco Ingargiola.
Francesco Ingargiola (né le 18 juillet 1996 à Osimo) est un escrimeur italien, spécialiste du fleuret.

## Biographie
Son club sportif est les Fiamme Oro et il s’entraîne au Club Scherma Jesi. En 2016, il remporte la médaille d’or lors des Championnats du monde juniors.
Il remporte le titre national 2018, en battant lors de l’assaut final Damiano Rosatelli (15-12).

## Palmarès
- Universiades
  -  Médaille d'or par équipes à l'Universiade d'été de 2019 à Naples

- Jeux européens
  -  Médaille d'argent par équipes aux Jeux européens de 2015 à Bakou
  -  Médaille de bronze en individuel aux Jeux européens de 2015 à Bakou

- Championnats d'Italie
  -  Médaille d'or en individuel aux championnats d'Italie 2018 à Milan
- Championnats de France
  -  Médaille de bronze par équipes aux Championnats de France 2018 à Strasbourg